# Fishmans
Fishmans' (Japonès: フィッシュマンズ Hepburn: Fisshumanzu) va ser un grup de música japonès format l'any 1987, conegut per la seva particular mescla de dream-pop i dub, així com per la característica veu andrògina del difunt cantant Shinji Sato, la bateria de Kin-Ichi Motegi o l'hipnotitzant baix de Yuzuru Kashiwabara. Reconegut actualment com a grup de culte en els principals fòrums musicals d'Internet, Fishmans passaren força desapercebuts quan estaven en actiu.

## Història

### 1987-1995: Els inicis
Fishmans va ser format l'any 1987 a Minato, Japó per Shinji Sato (veu, guitarra, trompeta), Kin-Ichi Motegi (bateria, veu, sampler) i Kensuke Ojima (guitarra i veu) a la Universitat Meiji Gakuin de Tokio. Iniciaren la seva carrera musica tocant reggae, ska pop i rocksteady, sempre mantenint una fundació dub al seu so. La primera demo va ser presentada al mateix any, titulada Blue Summer', i a dia d'avui encara es troba inacabada.
Al maig del 1988, Fishmans començaren a fer concerts en petites sales de Tòquio i el baixista Yuzuru Kashiwabara s'hi uní l'agost del mateix any. La primera gravació data de 1989 i fou en l'àlbum recopilatori Panic Paradise, en el qual Fishmans va contribuir amb dues cançons juntament amb 4 altres grups d'ska-punk.
Al març de 1990, el teclista Hakase-Sun es va unir a la banda pel seu primer concert com a grup principal al local La.mama a Shinjuku. A l'octubre del mateix any, Virgin Records Japan (que més endavant es convertiria en Media Remoras) els proposaren un contracte de gravació, que ràpidament acceptaren. Al novembre Hakase-Sun s'hi va unir oficialment, completant així la formació original just abans del seu concert al Shibuya Club Quattro al març del 1991.
Dos anys després de Panic Paradise van publicar el seu primer àlbum d'estudi, Chappie, Don't Cry, produït per Kazufumi Kodarna. Kodarna havia assolit cert reconeixement per la creació de l'influencial grup japonès de dub Mute Beat, i la seva proposta a l'hora de treballar amb Fishmans a Chappie, Don't Cry va ser simplement “fem un àlbum rocksteady”. Després d'aquell primer treball, Kodama no tornaria a aparèixer en un cap projecte de Fishmans, deixant aquest àlbum com el més reggae de la seva discografia.
ZAK (Kazuyuki Matsumura), un productor japonès, faria la seva primera aparició amb Fishmans en un concert aquell mateix juny, marcant així l'inici d'una llarga història de col·laboració entre ell i Sato, la qual el propi Motegi compara a la de George Martin amb The Beatles.
Al mateix any, el a vegades oblidat primer EP, Corduroy’s Mood, va ser publicat. L'àlbum es capbussa de ple en l'estil shibuya-kei, aparcant el reggae amb la intenció de permetre a la banda experimentar i crear composicions més complexes. El projecte, de 4 cançons, va ser concebut per expressar “una sensació d'hivern”. La banda ràpidament va desenvolupar un so fàcil de digerir (principalment influenciat pel reggae i el dub, però també incloent elements de rock, pop, drum and bass, hip-hop, ska i una incipient neopsicodèlia), que, juntament amb la idiosincràtica veu andrògina de Sato, els va anar introduint lentament en l'escena underground del Japó.
L'any 1992, la companyia de telecomunicacions Fuji TV va proposar al grup escriure una cançó pel programa de televisió 90 Dies al Pub Totenam (90日間トテナムパブ) i en resposta la banda va produir la primera de moltes rendicions de 100mm-Chottono (100ミリちょっとの). La cançó va sonar com a obertura de gener al març d'aquell any, i el grup la va publicar com a senzill al 5 de febrer.
Del maig al juny de 1992, Fishmans va gravar amb el músic japonès Haruo Kubota. Es desconeixen els detalls d'aquests intents de gravació, però si se sap que després d'un episodi d'alcoholisme de Kubota, Fishmans deixà de treballar amb ell. Tot i això, Kubota fou el productor del segon elapé de la banda, King Master George, publicat al 21 d'octubre. Elapé en el qual Fishmans experimentava amb una gran varietat d'estils, evitant sempre els clixés del reggae i sense abandonar la base dub o el rocksteady de la secció rítmica.L'any següent, el 1993, Fishmans va col·laborar amb ZAK a l'estudi per primer cop per a publicar Walkin', al 19 de febrer. Aquesta fou aclamada, fet que els va portar a continuar treballant junts en una altra sessió de gravació al maig. Vàries altres la seguirien mentre la banda treballava per crear el següent senzill, Ikareta Baby (いかれたBaby), una cançó sorprenentment popular que va empènyer al grup a aparèixer de forma significativa a la ràdio, convertint-la així en la seva primera cançó exitosa. Com era d'esperar, això portà a més col·laboracions amb ZAK i a la publicació del ser tercer àlbum d'estudi Neo Yankees' Holiday, que incloïa ambdues cançons ja citades, així com l'ara clàssica Smilin' Days, Summer Holiday.
L'àlbum va consolidar el distintiu so de Fishmans en l'estil dub, tenyit amb agradables melodies i embolcallat amb una característica melositat. La banda seguiria la publicació d'aquest àlbum amb vàris concerts, incloent les aparicions al Shibuya Club Quattro i a la Nissin Power Station. Més tard realitzarien un tour per Tòquio des de l'1 de novembre fins al final de l'any, canviant el seu so per apropar-se a un estil més rock en preparació per la publicació del quart àlbum.
Al 2 de febrer de 1994, Fishmans publicà el seu maxi-senzill Go Go Round This World!, portant el so aconseguit a Neo Yankees' Holiday cap a una direcció més funk. El senzill incloïa un popular mix alternatiu de Smilin' Days, Summer Holiday així com dos altres remix que aportaven més energia a diverses cançons. Aquest moment de ràpida maduració i canvi va provocar que el guitarrista Kensuke Ojima deixés el grup al maig del mateix any, deixant enrere un quartet que va continuar treballant sense ell. Tot i aquesta sobtada marxa, el grup va publicar el seu segon maxi-senzill, titulat Melody, al 17 de juny, que es convertí en un dels senzills més importants per Fishmans en la transició que faria el grup. Aquest maxi-senzill va marcar també el primer cop que Fishmans va gravar i publicar material tant en vinil com en CD. Dit senzill fou imprès en un vinil analògic de 12’’ i limitat a una quantitat de 1000 còpies venudes només a les sales dels concerts. Després d'aquest llançament, el grup va aconseguir reclutar al guitarrista de Buffalo Daughter suGar Yoshinaga per les gravacions del seu pròxim àlbum. Al 21 d'octubre foren publicats simultàniament el single My Life i el quart àlbum d'estudi, Orange, portant el grup cap a una definida neopsicodèlia tintada de funk rock.

### 1995-1998:Kūchū Camp,Long SeasoniUchu Nippon Setagaya
Al 17 de març de 1995 Fishmans publicaren el seu primer àlbum en directe Oh! Mountain després d'un tour per 5 ciutats en celebració a la sortida al mercat d'Orange. L'àlbum no és un “directe pur”, ja que va passar per l'estudi per ser retocat per ZAK i les gravacions presents provenen d'onze concerts diferents.
Aquella primavera Fishmans signà amb Polydor Records, que els proporcionà el seu propi estudi de gravació, Waikiki Beach, on, a l'agost, començaren a gravar nou material. Aquell mateix setembre es va dur a terme un concert celebratori anomenat “Let’s Polydor” amb la intenció de motivar el canvi de discogràfica. Desafortunadament el fins al moment teclista del grup Hakase-Sun abandonà la banda just després d'aquest concert. El trio que en restà començaria a treballar amb una sèrie de músics convidats en els seus següents àlbums, principalment Honzi (teclat, violí, acordió i veu) de A Decade-In Fake (més endavant Honzi’s World) i Shinya Kogure (guitarra) de Hicksville.
La solidificació de ZAK com a enginyer de so completava aquesta segona fase de la banda, en la qual van fer evolucionar encara més el seu so per incorporar elements d'ambient, space rock i shoegaze. Tant la durada com la dimensió de les cançons continuaren creixent, mesclant així aquestes noves tendències amb l'establerta fundació dub, encara característica. Seguint aquest significatiu canvi en l'alineació, Fishmans publicaren el que possiblement és el seu single més reconeixible, Nightcruising (ﾅｲﾄｸﾙｰｼﾞﾝｸﾞ), al 25 de novembre, cançó que s'apropava al dream pop que caracteritzaria la fase final del grup.
L'1 de febrer de 1996, Fishmans publicaria el seu cinquè àlbum d'estudi, Kūchū Camp (空中キャンプ), el qual demostrava un estil de producció molt més precís. ZAK, productor, i Sato, escriptor, sovint treballaren junts en l'àlbum per crear cançons centrades en els seus elements més bàsics, enlloc d'inundar-les amb exuberants fons instrumentals, fet que va contribuir a un resultat més simple, net i vibrant. Això, juntament amb la maduració de l'emotivitat transmesa per Sato, ara a través del dream pop, va ajudar a consolidar-los com una legítima banda de rock en l'escenari global. Aquest seria l'estil que impregnaria els seus últims treballs, separant-los encara més del simple reggae dels inicis. Kūchū Camp fou el primer àlbum realment aclamat per la crítica i les comunitats underground, i també el primer que a través dels anys s'ha convertit en un indiscutible clàssic del rock japonès.
Kūchū Camp va ser publicat en vinil, convertint-lo en el primer àlbum d'estudi de Fishmans en ser-ho. En celebració a l'exitosa publicació, el grup es va embarcar en un tour de 10 concerts titulat Joves però històrics (若いながらも歴史あり). Durant aquest tour el guitarrista convidat Michigo “Darts” Sekiguchi acceptaria acompanyar permanentment a Fishmans com a músic de suport fins al final de la seva carrera. A continuació Fishmans publicaren el popular single Baby Blue, extret de Kūchū Camp.
Tot i un relativament ampli èxit, Sato i companyia trobaren atractiu experimentar amb sons alternatius i projectes que mai abans havien intentat. Al 25 de setembre, la banda publicà el single Season com a avançament del pròxim àlbum d'estudi Long Season, una èpica composició de 35 minuts dividida en 5 parts, que seria publicat 1 mes més tard. Gravat a l'estudi privat Waikiki Beach, les lletres i les melodies es realitzaren amb la intenció de ser increïblement personals per a Sato, que "volia fer música que no acabés mai".
Aquest ha acabat sent el seu treball més reconegut per la crítica i la comunitat underground per la seva experimentació, estructura única i creació d'una atmosfera irrepetible, tot i que, com tota la seva discografia, passà desapercebut quan estaven en actiu., a dia 4 de maig del 2019, Long Season ha estat votat per milers d'usuaris com el millor àlbum de neopsicodèlia de tots els temps, així com el segon millor de dream pop
Després de la publicació de l'àlbum, Fishmans interpretaria la cançó en directe per primera vegada, i amb cada actuació canviarien lleugerament la composició amb la intenció de no tocar el mateix dues vegades. Cap a finals d'any, Fishmans actuaren a Kobe, Nagoya i Tòquio en un nou tour titulat LONG SEASON '96～'97.
De febrer a juny de 1997 Fishmans gravaren nou material al seu estudi Waikiki Beach, convertint aquest període en el més llarg invertit en gravar nou material activament. Al 2 de juliol van publicar el senzill Magic Love en anticipació al nou projecte.
L'últim àlbum d'estudi de Fishmans, Uchu Nippon Setagaya (宇宙 日本 世田谷) sortí al mercat al 24 de juliol, i va apropar el grup al terreny de l'ambient pop. Líricament l'àlbum se centra en experiències personals del dia a dia tot retenint la visió global que inspirà el títol de l'àlbum (L'espai, Japó, Setagaya), reduint a poc a poc l'enfocament de l'espai exterior, al Japó i fins a la ciutat de Setagaya. Cançons com Walking in the Ryhthm o Weather Report propulsaren l'elapé com un dels millors en la seva discografia tancant una brillant trilogia d'àlbums. Coincidint amb la sortida d'aquest, Fishmans realitzaren una gira de 12 concerts titulada Uchu Nippon Okudaism (宇宙 日本 奥田イズム).
Un maxi-senzill amb 4 versions remix de Walking in the Rhythm fou publicat el 22 d'octubre, demostrant una vegada més la capacitat del grup per revitalitzar les seves pròpies composicions així com l'afecte per aquella cançó en particular. Seguidament presentaren un nou tour anomenat Walking In The 奥田イズム que passava per les ciutats d'Osaka, Nagoya i Tòquio. Un d'aquests concerts (realitzat al 12 de desembre) seria emès pel programa de música japonès Space Shower TV al 22 de febrer de 1998. Fishmans apareixerien vàries vegades més al programa durant 1998, després de les quals, al 2007, se'n publicarien 3 DVD catalogant-les.
Al començament de l'any el grup començà a organitzar un àlbum dels directes de 1997. Mentrestant, al març, tornaren als escenaris per a quatre concerts en el tour Bass Bash (低音バッシュ). L'àlbum de directes va ser acabat al maig i publicat al 19 d'agost sota el nom La situació actual a l'agost (8月の現状), una compilació remesclejada de les millors actuacions en directe de 1996 a 1998. En celebració a la sortida de l'àlbum Fishmans va realitzar un tour, homònim, amb un concert a l'aire lliure al parc de Hibiya en el qual incloïa l'actuació completa de la inèdita A Piece of Future.
Al juliol del mateix 1998 la banda començà a treballar en la llarga Parpallejant en l'aire (ゆらめき in the Air), un moviment de 13 minuts que no es troba en cap dels seus àlbums d'estudi, però que segueix l'estil sònic de l'elapé previ, Uchu Nippon Setagaya. Malgrat la publicació del senzill al 2 de desembre, Yuzuru Kashiwabara, baixista del grup, va expressar el desinterès en continuar la seva carrera musical, escollint deixar la banda amb el canvi d'any.

### 1998-2004:Otokotachi No Wakare, mort de Sato i dissolució
Al desembre, Fishmans van dur a terme 5 concerts en la Gira de comiat de l'home (男達の別れツアー), un tour pensat per concedir un últim adéu a Kashiwabara. La gira va concloure amb 2 concerts consecutius, un al 27 de desembre i l'altre al 28, ambdós a la sala de Minato Akasaka BLITZ.
Desafortunadament el concert del 28 de desembre seria l'últim. Aquella nit tocaren moltes de les cançons més aclamades i van concloure amb l'actuació completa de Long Season. Aquesta havia de ser l'última actuació de Kashiwabara amb el grup, mentre que Sato i Motegi pretenien continuar treballant sota el mateix nom. Malgrat això, la sobtada mort de Shinji Sato al 15 de març de 1999, a causa de problemes de cor que havia patit des de naixement, va suposar una autèntica tragèdia, així com un forçat canvi plans.
Aquest fet impulsaria l'ara conegut com a 98.12.28 Otokotachi no Wakare, publicat al 29 de setembre de 1999, a ser reconegut entre les comunitats underground com no només el seu millor enregistrament, sinó també com un d'increïblement emocional considerant el context que envoltava el concert.
La mort de Sato fou tant sobtada que Polydor, la seva discogràfica, havia preparat la publicació de dos compilacions per tan sols 2 dies després de la seva mort. Fishmans 1991-1994 Singles & More, un recull de cançons del seu temps amb Media Remoras, pel 17 de març i The Three Birds and More Feelings, una col·lecció de videoclips publicada en VHS (després reeditada en DVD) gravats per Kensuke Kawamura.
Al 30 de juny del mateix any, un àlbum recollint moltes de les cançons de l'era Polydor de Fishmans fou publicat sota el nom Aloha Polydor, en el qual s'inclou una demo de Només És Un Sentiment (それはただの気分さ), cançó en la que estaven treballant en el moment de la mort de Sato. A mitjans de juliol varis musics acompanyaren a Motegi en 3 concerts sota el nom Col·lectiu Fishmans (フィッシュマンズ的組合), descrits pels assistents com a increïblement emocionals.
El salt al segle xxi fou certament difícil per a Fishmans deguda la pèrdua del seu vocalista i escriptor, que bàsicament va posar fi a tota creació de nova música. Kin-Ichi Motegi, bateria del grup, es va trobar, de sobte, en custodia del llegat de Fishmans, grup que a poc a poc ha anat guanyat la rellevància i admiració que no tingué en actiu. Al 25 d'octubre del 2000 el vídeo àlbum Augment de Memòria (記憶の増大) fou publicat, catalogant rareses de diferents directes amb Sato. Sincronitzat amb la sortida de l'àlbum es van dur a terme diversos esdeveniments en els quals grup tocava per sobre el vídeo a Tòquio, Nagoya i Osaka.
Després de la mort de Sato, Kin-Ichi Motegi va començar a treballar com a bateria substitut a la Tokyo Ska Paradise Orchestra. Eventualment es va convertir en un membre fix, i encara a dia d'avui en forma part. Kashiwabara, que prèviament s'havia planejat deixar la indústria musical, va acabar ajuntant forces amb Yusuke Oya (ex-LabLife) per formar Polaris. Ambdós Motegi i Kashiwabara s'unirien amb Takashi Kato de la Tokyo Ska Paradise Orchestra per formar el grup de rock So Many Tears.

### 2004-present: Fishmans+, i Fishmans The Movie
La popularitat de Fishmans no va fer sinó continuar augmentat, inclús després de la mort de Sato. Al 2004 artistes tant diversos com OOIOO, Bonobos i UA, entre d'altres, s'ajuntaren per gravar un àlbum tribut anomenat Sweet Dreams for Fishmans. Seguidament, al 2005, els àlbums compilatoris Kūchū (空中 ベスト・オブ・フィッシュマンズ) i Uchū (宇宙 ベスト・オブ・フィッシュマンズ) foren publicats, els quals incloïen rareses i cançons inèdites juntament amb els seus majors èxits. Entre aquestes rareses s'hi troba A Piece of Future, cançó fins al moment interpretada tan sols en directe. Aquesta mateixa peça fou publicada sota un altre mix per Fishmans+, un projecte tribut que agrupa membres de la talla de Cornelius o Ryuichi Sakamoto.
Al 22 de novembre del 2005 els membres restants de Fishmans van rendir homenatge als seus fans i a Shinji Sato actuant al Rising Sun Rock Festival. El concert durà 3 hores i mitja i diversos cantants i músics convidats anaven rotant-se les aparicions a l'escenari. Al mes següent es va celebrar a Shibuya l'exposició d'art “The Long Season Rewind”.
Al 2006 un DVD anomenat The Long Season Revue va ser publicat. Aquest contenia un vídeo pràcticament complet del concert tribut del 22 de novembre de l'any anterior. El vídeo fou originalment projectat en cinemes juntament amb membres de la banda i un elenc de músics com UA, Asa-Chang, Hanaregumi o Honzi. A l'acabar els concerts la mítica col·laboradora de la banda Honzi va morir després d'una llarga batalla contra el càncer.
Des del 2006 la banda ha tocat a diversos festivals. Al 3 de març de 2011 celebraren un concert de 3 hores al Hibiya Open Air Concert Hall, el qual fou gravat i distribuït en DVD per Kampsite TV. Al 2016 el grup realitzà 3 concerts a Nagoya, Tòquio i Osaka. Més recentment Fishmans col·laborà amb el grup de jazz-rock japonès cero en un directe a Zepp Tokyo, una sala que visitarien per primera vegada en 20 anys. Aquest concert s'assimila a un realitzat l'any 2012 en tàndem amb el grup de J-pop Sakanaction.
L'agost del 2018 tota la música de Fishmans va ser penjada a Spotify, iTunes i Youtube, tot i que gran part del material més obscur continua essent difícilment accessible. Tot i això, el fet de poder reproduir la música de forma gratuita ha ajudat significativament a ampliar la base de fans, especialment fora del Japó.
Al 19 de febrer de 2019, després del concert amb cero a Zepp Tokyo, Fishmans posà en marxa un projecte de micromecenatge per a realitzar The Fishmans Movie, un documental que ha de servir de renaixement per la banda. Al 24 d'abril s'assoliren els 10 milions de iens demanats (uns 80.000 euros) i es continuaran acceptant donacions fins al 31 de maig. Es desconeix quant tardarà a ser publicat, però està confirmat que tindrà subtitulació a l'anglès.

## Membres[5]

### Membres principals
- Shinji sato (佐藤 伸治) - Veu, guitarra, trompeta (1987-)
- Kin-ichi Motegi (茂木 欣一) - Bateria, sampler, veu secundària (1987-present)
- Yuzuru Kashiwabara (柏原 譲) - baix (1988-1998)
- Hakase-Sun (ハカセ) - Teclat (1990-1995)

- Kensuke Ojima (小嶋 謙介) - Guitarra, veu secundària (1987-1994)

### Membres de suport
- Michigo “Darts” Sekiguchi (ダーツ関口) - guitarra (1996-present)
- Honzi - teclat, violí, acordió, veu secundària (1995-2006)
- ZAK - producció, mescla de so (1995-present)

- Shinya Kogure (木暮 晋也) - guitarra (1995-present)

## Discografia[5]

### Àlbums d'estudi
- Chappie, Don't Cry (1991, Media Remoras)
- King Master George (1992, Media Remoras)
- Neo Yankees' Holiday (1993, Media Remoras)
- Orange (1994, Media Remoras)
- Kūchū Camp (空中キャンプ) (1996, Polydor)
- Long Season (1996, Polydor)

- Uchu Nippon Setagaya (宇宙 日本 世田谷) (1997, Polydor)

### EP's
- Corduroy's Mood (1991, Media Remoras)
- I Dub Fish (2016)

### Directes
- Oh! Mountain (1994, Media Remoras)
- 8月の現状 (1998, Polydor)
- 98.12.28 男達の別れ (1999, Polydor)

- Long Season '96～7 96.12.26 Akasaka Blitz (2016, Polydor)

### Compilacions
- Fishmans 1991–1994 Singles & More (1999, Pony Canyon)
- Aloha Polydor (1999, Polydor)
- 宇宙 ベスト・オブ・フィッシュマンズ (2005, Polydor)
- 空中 ベスト・オブ・フィッシュマンズ (2005, Polydor)
- Fishmans Rock Festival (2007) (vinyl box set of all Polydor-era releases)
- Golden Best Fishmans: Polydor Years (2012, Universal)
- Go Go Round This World! ~ Fishmans 25th Anniversary Record Box (2016) (vinyl box set of all Media Remoras-era releases)
- BLUE SUMMER ~Selected Tracks 1991-1995~ (2018, Pony Canyon)

- Night Cruising 2018 (2018, Universal)

### Senzills
- ひこうき (1991)
- いなごが飛んでる (1991)
- 100ミリちょっとの (1992)
- Walkin' (1993)
- いかれたBaby (1993)
- Go Go Round This World! (1994)
- My Life (1994)
- Melody (1994)
- ナイト クルージング (1995)
- Baby Blue (1996)
- Season (1996)
- Magic Love (1997)
- Walking in the Rhythm (1997)
- ゆらめき in the Air (1998)
- いかれたBaby / 感謝(驚) / Weather Report (2005)
- Seasons (Life) (2006)

- Night Cruising 2018 (2018)

### Vídeos
- The Three Birds & More Feelings (2000, Polydor)
- 記憶の増大 (2000, Polydor)
- 若いながらも歴史あり96.3.2 @ 新宿 Liquid Room (11/09/2005)
- 男達の別れ 98.12.28 @ 赤坂 Blitz (2005, Universal Music Japan)
- The Long Season Revue (2006, Pony Canyon)
- Fishmans In Space Shower TV: Episode.1 (2007)
- Fishmans In Space Shower TV: Episode.2 (2007)
- Fishmans In Space Shower TV: Episode.3 (2007)

- Live 2011/5.3 At Hibiya Open-Air Concert Hall "A Piece Of Future" (2012, Kampsite)